# Ichnae

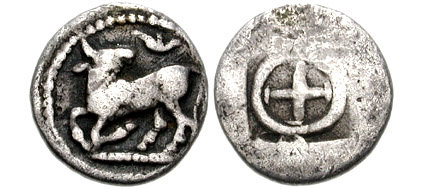
Diobolo in argento di Ichnae del V secolo a.C.

Ichnae o Ichnai o Ichnaios (greco: Ἴχναι) era un'antica città della regione storica della Bottiea nella Macedonia meridionale. La città si trovava lungo la riva destra del fiume Axios a nord di Atalanta. Il luogo si trova nei pressi della moderna città di Koufalia nella prefettura di Salonicco.
Erodoto nelle sue Storie menziona Ichnae e la definisce una polis della Bottiaea insieme a Pella.
Secondo lo studioso danese Mogens Herman Hansen, Ichnae potrebbe essere stato in origine un insediamento meridionale del regno di Peonia che in epoca arcaica ricevette un afflusso di coloni greci dal sud. Dopo la conquista macedone del territorio (IV secolo a.C.) si aggiunsero coloni provenienti dalla Macedonia. Gli abitanti di Ichnae a loro volta potrebbero avere partecipato alla colonizzazione macedone di Anfipoli.
Sono state ritrovate antiche monete di Ichnae risalenti al V secolo a.C. raffiguranti un toro e una ruota con quattro raggi.
In epigrafia vi sono diverse attestazioni riferite ad Ichnae.